# Peltigera polydactyla
Espèce
Peltigera polydactyla est un lichen de l'ordre des Lecanorales.

## Description
Le thalle est large avec les lobes en forme de feuille dont les bords souvent crispés, d'environ 4 cm de large. La surface supérieure est brillante et glabre. Sur la face inférieure, on observe de larges veines confluentes. Les apothécies sont de couleur brun-rouge, en forme de selle avec de petits lobes dressés.

## Répartition
Ce lichen est largement répandu sur le sol, sur des rochers ou des souches d'arbre.